# Diaphorina guttulata
Diaphorina guttulata är en insektsart som beskrevs av Lethierry 1890. Diaphorina guttulata ingår i släktet Diaphorina och familjen rundbladloppor. Inga underarter finns listade i Catalogue of Life.